# Paul-François-Maurice Armengaud
Paul-François-Maurice Armengaud (* 28. September 1879 in Comigne, Département Aude; † 27. Juli 1970 in Paris) war ein französischer General der Luftstreitkräfte.

## Leben

### Ausbildung zum Offizier und Zwischenkriegszeit
Armengaud absolvierte nach dem Schulbesuch eine Offiziersausbildung und wurde Offizier der Aéronautique Militaire, die damals Teil des Heeres war. Am 13. Juli 1921 wurde er zum Lieutenant-Colonel  befördert und fungierte zwischen 1924 und dem 20. Juni 1924 als Chef des Stabes in der Generalinspektion für die Luftfahrt. Im Anschluss wurde er am 21. Juni 1924 Kommandeur des 37. Luftregiments und wurde am 25. März 1925 zum Colonel befördert. Als solcher wurde er später Kommandeur der 1. Luftbrigade und erhielt am 19. Mai 1928 seine Beförderung zum Général de brigade.
Am 16. November 1929 wurde er Kommandeur der Luftstreitkräfte in Französisch-Marokko und wurde in dieser Verwendung am 1. September 1931 zum Général de division befördert. 1932 kehrte er nach Frankreich zurück und war zwischen 1932 und 1933 Kommandeur des Taktischen Ausbildungszentrums der Luftstreitkräfte (Centre d’Études Tactiques de l’Aéronautique). Zugleich wurde er am 14. Juni 1932 Chef des Militärkabinetts im Luftfahrtministerium (Ministère de l’Air) und damit einer der engsten Mitarbeiter des damaligen Luftfahrtministers Paul Painlevé. Des Weiteren wurde er am 27. Dezember 1932 Mitglied des Obersten Luftfahrtrates. Am 1. April 1933 wurde er formell Generalmajor der Luftstreitkräfte (Général de division aérienne) und war zwischen 1933 und 1934 Inspektor der Schulen des Luftfahrtministeriums.
Anschließend war Armengaud zwischen 1934 und dem 21. April 1935 sowohl Inspekteur der nunmehr eigenen Teilstreitkraft der Luftstreitkräfte (Armée de l’air) im Ausland als auch Kommandeur der 5. Luftregion. Als solcher wurde er am 17. April 1934 zum Général de corps aérien und fungierte vom 21. April 1935 bis 1936 als Inspekteur für die Luftverteidigung von Mittelfrankreich. Am 11. März 1936 wurde er zum Großoffizier der Ehrenlegion (Grand Officier de la Légion d’Honneur) ernannt und trat sieben Monate später am 14. Oktober 1936 in den Ruhestand.

### Zweiter Weltkrieg
Einen Tag nach Beginn des Zweiten Weltkrieges wurde Armengaud am 2. September 1939 in den aktiven Militärdienst zurückbeordert und zum General (Général d’armée aérienne) befördert. Im Anschluss fungierte er zwischen dem 6. November 1939 und dem 24. Juni 1940 als Kommandeur der 2. Luftregion. Für seine Verdienste wurde ihm 1940 auch das Großkreuz der Ehrenlegion (Grand-croix de la Légion d’Honneur) verliehen. Nachdem er vom 24. Juni bis zum 1. Juli 1940 Kommandeur der 4. Luftregion sowie zwischen dem 1. und dem 30. Juli 1940 Kommandeur der 36. Luftregion war, wurde er am 30. Juli 1940 zuerst beurlaubt, ehe er schließlich am 28. September 1941 endgültig in den Ruhestand trat.

## Veröffentlichungen
- Le renseignement aérien, sauvegarde des armées, Vorwort von General Noël de Castelnau, Librairie aéronautique, Paris 1934
- Batailles politiques et militaires sur l’Europe, témoignages, 1932-1940, Éditions du Myrte, Paris 1948